# Sascha Schneider
Sascha Schneider (wł. Rudolph Karl Alexander Schneider) (ur. 21 września 1870 w Sankt Petersburgu, zm. 18 sierpnia 1927 w Świnoujściu) – niemiecki malarz, rzeźbiarz i pedagog.

## Życiorys

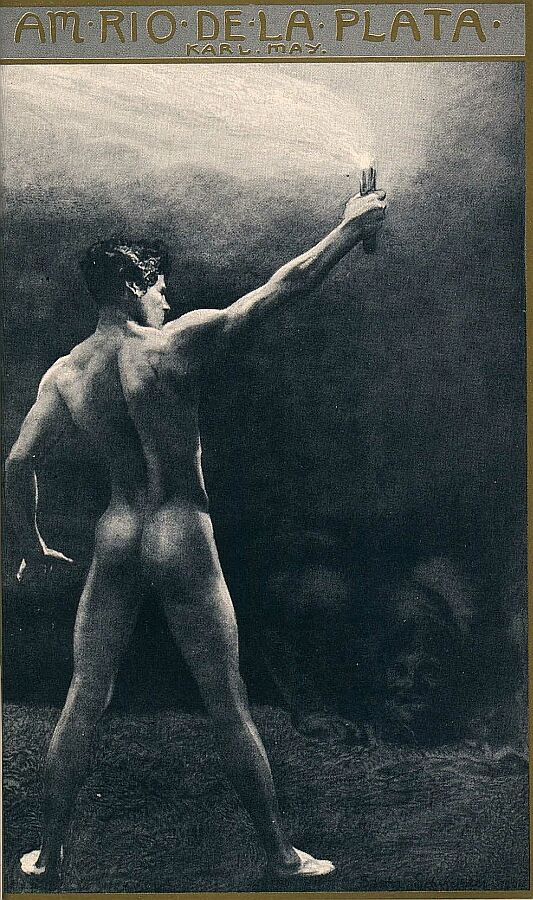
Okładka opowiadania "Rio de la Plata" Karla Maya (1904)

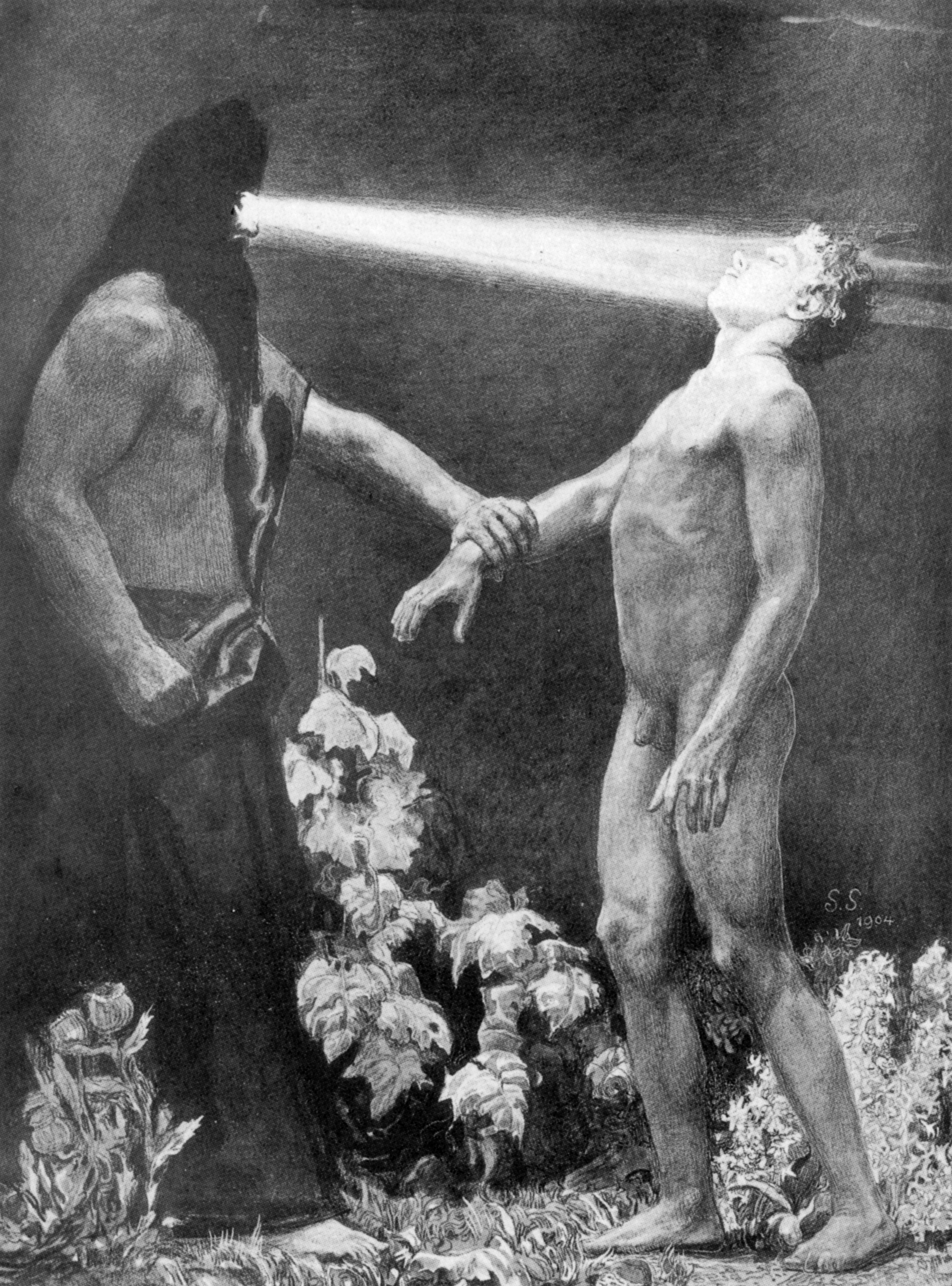
"Hipnoza" (1904)

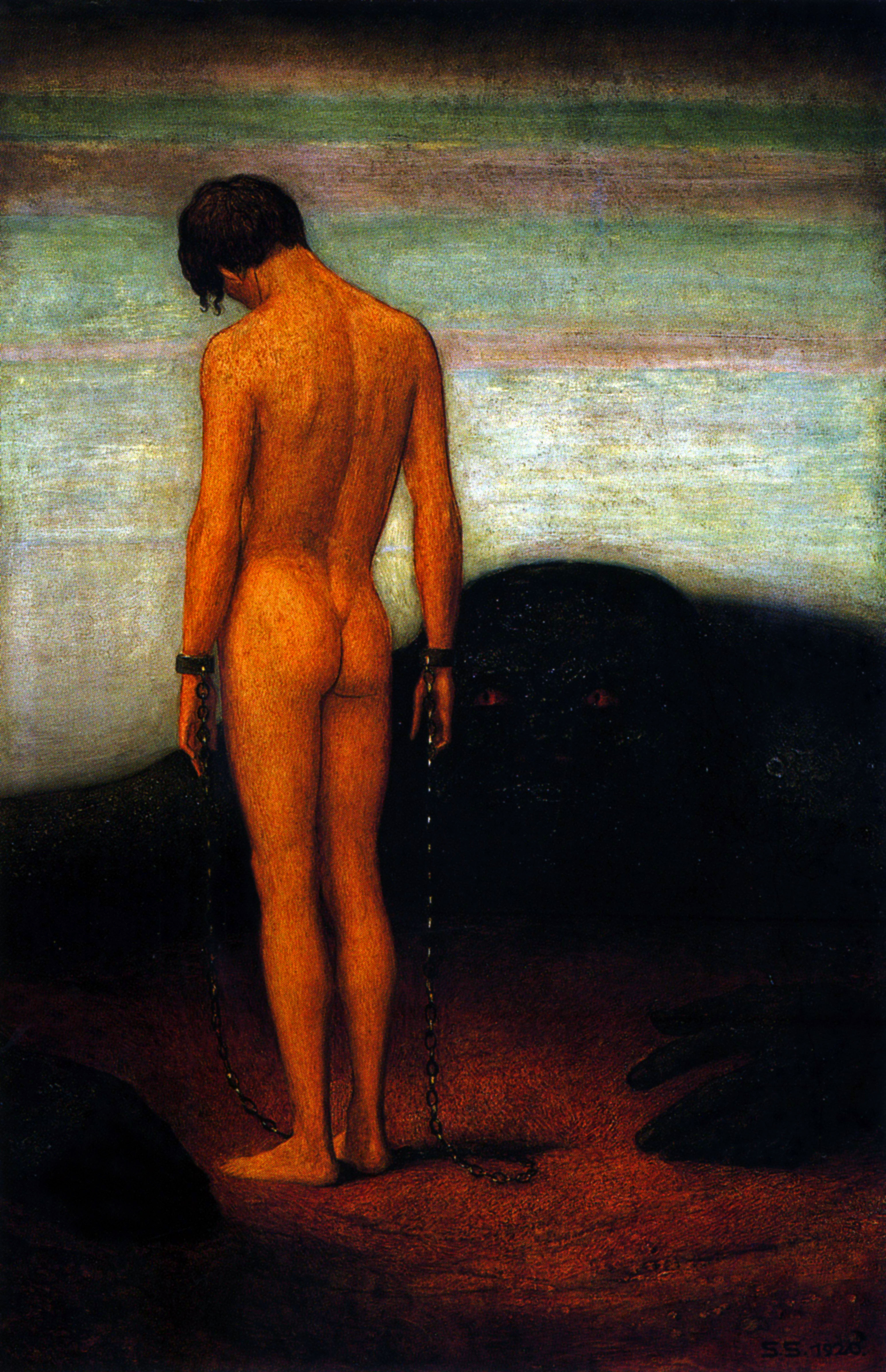
"Poczucie uzależnienia" (1920)

Od 1881 mieszkał w Zurychu, skąd po śmierci ojca przeprowadził się do Drezna, gdzie w 1889 po ukończeniu szkoły średniej rozpoczął studia na tamtejszej Hochschule für Bildende Künste Dresden (Akademii Sztuk Pięknych). W 1893 założył z przyjacielem swoje pierwsze studio autorskie i rok później wystawił swoje prace na wystawie malarstwa. W 1900 przeniósł się do Miśni, gdzie zaprojektował freski do znajdującego się w dzielnicy Cölln kościoła pw. św. Jana. W 1903 poznał Karla Maya, a w październiku tego samego roku stworzył na jego zlecenie malowidło ścienne „Der Chodem”. Dzieło na tyle spodobało się zleceniodawcy, że zamówił u artysty całą serię ilustracji do okładek swoich opowieści podróżniczych, m.in.: "Przez pustynię", "Przez dziki Kurdystan", "Winnetou", "Nad Rio de la Plata". Niemiecki pisarz był zachwycony malarstwem Schneidera. Jednak to, czym zachwycał się May, niekoniecznie przemawiało do wydawcy jego książek, Friedricha Ernsta Fehsenfelda. Dziwne, nagie postacie na okładkach przygodowych powieści Maya odstraszały potencjalnych nabywców. Sprzedaż książek spadała, Fehsenfeld wydał zatem tylko część nakładu powieści z przedstawieniami grafik Schneidera, poważnie bojąc się o zyski. Brak popytu sprawił, że w kolejnych edycjach powróciły wzory poprzednich popularnych wersji okładek, autorstwa innych grafików. W 1904 Schneider otrzymał etat wykładowcy na Großherzoglich-Sächsische Kunstschule w Weimarze, otworzył tam studio w którym powstały liczne monumentalne rzeźby i obrazy, których najczęstszym motywem byli mężczyźni. W tym czasie nawiązał romans z malarzem Hellmuthem Jahnem, który po jakimś czasie zaczął Schneidera szantażować ujawnieniem jego orientacji seksualnej. Ponieważ w tamtych czasach homoseksualizm był w Niemczech karalny, toteż Schneider zlikwidował studio, zrezygnował z pracy na uczelni i wyjechał do Włoch, gdzie prawo było bardziej liberalne. Tam poznał malarza Roberta Spiesa, z którym razem udał się na Kaukaz. Po pół roku powrócił do Niemiec, gdzie na krótko zamieszkał w Lipsku, jego twórczość była tam zabroniona, a przygotowana w 1912 na wystawę w drezdeńskim Albertinum rzeźba "Chłopcy na kąpielisku" została odrzucona ponieważ "podżegała do zachowań sprzecznych z naturą". Po tym zdarzeniu przeniósł się do Florencji, gdzie poznał malarza i rzeźbiarza Daniela Stepanoffa. Po wybuchu I wojny światowej przeniósł się do Hellerau koło Drezna, gdzie zamieszkał w Domu Artystów Loschwitz. Tam razem z pułkownikiem i mistrzem sportowym założyli "Kraft-Kunst", gdzie młodzi mężczyźni uczęszczali na zajęcia sportowe, a także byli modelami dla artystów. Wiele obrazów Schneidera przedstawia ich nagie sylwetki podczas ćwiczeń lub stylizowane na sceny antyczne. Podczas rejsu wycieczkowego statkiem po Bałtyku Sasha Schneider dostał ataku cukrzycy i zapadł w śpiączkę, przyczyniło się do tego wypicie przez niego wody z butelki, w której wcześniej przetrzymywano chemikalia. Po zacumowaniu do Świnoujścia nieprzytomnego artystę przetransportowano na brzeg, gdzie zmarł. Jego grób znajduje się na Loschwitzer Friedhof w Dreźnie.
Sascha Schneider prowadził przez wiele lat stałą korespondencję z Kuno von Hardenbergiem, której treść wskazuje na bliską przyjaźń i zaufanie. Potwierdzeniem tego faktu jest hołd, jaki oddał van Hardenberg po śmierci Schneidera, pisząc w 1929 jego biografię.